# GP de Torres Vedras de 2013
O 36º Grande Prémio Internacional de Ciclismo de Torres Vedras - Troféu Joaquim Agostinho foi organizado pela UDO – União Desportiva do Oeste, com o apoio da Câmara Municipal de Torres Vedras, realizando-se de 19 a 21 de Julho de 2013.
É uma prova com coeficiente 2.2 no UCI Europe Tour
Sendo uma forma de homenagear Joaquim Agostinho, esta prova para além da Região Oeste pois o seu itinerário, como já é habitual, visitou o Ribatejo e a Área Metropolitana de Lisboa.
A prova foi ganha pelo ciclista espanhol Eduard Prades da equipa OFM-Quinta da Lixa-Golden Times. O português Edgar Pinto da LA Alumínios-Antarte foi segundo e o português Henrique Casimiro da Carmim-Prio foi terceiro.

## Percurso
| Etapa | Data     | Percurso                           | Distância | Tipo | Tipo                 | Vencedor       |
| ----- | -------- | ---------------------------------- | --------- | ---- | -------------------- | -------------- |
| 1     | 19 Julho | Silveira a Vimeiro                 | 163 km    |      | Etapa Média-Montanha | Sérgio Ribeiro |
| 2     | 20 Julho | Atouguia da Baleia a Torres Vedras | 153.5 km  |      | Etapa Média-Montanha | Jon Larrinaga  |
| 3     | 21 Julho | Manique do Intendente a Carvoeira  | 177.2 km  |      | Etapa Alta-Montanha  | Eduard Prades  |

## Etapas

### 1ª Etapa
19 Julho - Silveira a Vimeiro, 163 km
|    | Ciclista        | Equipa                          | Tempo    |
| -- | --------------- | ------------------------------- | -------- |
| 1  | Sérgio Ribeiro  | Louletano-Dunas Douradas        | 4h11m35s |
| 2  | Filippo Baggio  | Ceramica Flaminia – Fondriest   | m.t.     |
| 3  | Fábio Silvestre | Leopard–Trek                    | m.t.     |
| 4  | Carlos Barbero  | Euskaltel-Euskadi               | m.t.     |
| 5  | Samuel Caldeira | OFM-Quinta da Lixa-Golden Times | m.t.     |
| 6  | Bruno Sancho    | Carmim-Prio                     | m.t.     |
| 7  | Edgar Pinto     | LA Alumínios-Antarte            | m.t.     |
| 8  | Mucelli Davide  | Ceramica Flaminia – Fondriest   | m.t.     |
| 9  | Joao Pereira    | Carmim-Prio                     | m.t.     |
| 10 | Renato Avelar   | Liberty Seguros/SM Feira/KTM    | m.t.     |

|    | Ciclista         | Equipa                          | Tempo    |
| -- | ---------------- | ------------------------------- | -------- |
| 1  | Sérgio Ribeiro   | Louletano-Dunas Douradas        | 4h11m25s |
| 2  | Filippo Baggio   | Ceramica Flaminia – Fondriest   | a 4s     |
| 3  | Bruno Silva      | LA Alumínios-Antarte            | a 5s     |
| 4  | Pit Schlechter   | Leopard–Trek                    | m.t.     |
| 5  | Fábio Silvestre  | Leopard–Trek                    | a 6s     |
| 6  | Alejandro Marque | OFM-Quinta da Lixa-Golden Times | a 9s     |
| 7  | Carlos Barbero   | Euskaltel-Euskadi               | a 10s    |
| 8  | Samuel Caldeira  | OFM-Quinta da Lixa-Golden Times | m.t.     |
| 9  | Bruno Sancho     | Carmim-Prio                     | m.t.     |
| 10 | Edgar Pinto      | LA Alumínios-Antarte            | m.t.     |

### 2ª Etapa
20 Julho - Atouguia da Baleia a Torres Vedras, 153.5 km
|    | Ciclista         | Equipa                          | Tempo    |
| -- | ---------------- | ------------------------------- | -------- |
| 1  | Jon Larrinaga    | Euskaltel-Euskadi               | 3h52m50s |
| 2  | Carlos Barbero   | Euskaltel-Euskadi               | a 10s    |
| 3  | Samuel Caldeira  | OFM-Quinta da Lixa-Golden Times | m.t.     |
| 4  | Edgar Pinto      | LA Alumínios-Antarte            | m.t.     |
| 5  | Jesus Ezquerra   | Leopard–Trek                    | m.t.     |
| 6  | Mucelli Davide   | Ceramica Flaminia – Fondriest   | m.t.     |
| 7  | Alejandro Marque | OFM-Quinta da Lixa-Golden Times | m.t.     |
| 8  | Matteo Fedi      | Ceramica Flaminia – Fondriest   | m.t.     |
| 9  | Bruno Saraiva    | Anicolor                        | m.t.     |
| 10 | António Santoro  | Ceramica Flaminia – Fondriest   | m.t.     |

|    | Ciclista         | Equipa                          | Tempo    |
| -- | ---------------- | ------------------------------- | -------- |
| 1  | Jon Larrinaga    | Euskaltel-Euskadi               | 8h04m12s |
| 2  | Sérgio Ribeiro   | Louletano-Dunas Douradas        | a 13s    |
| 3  | Bruno Silva      | LA Alumínios-Antarte            | a 18s    |
| 4  | Samuel Caldeira  | OFM-Quinta da Lixa-Golden Times | a 19s    |
| 5  | Fábio Silvestre  | Leopard–Trek                    | m.t.     |
| 6  | Luis Afonso      | LA Alumínios-Antarte            | a 21s    |
| 7  | Mario Costa      | OFM-Quinta da Lixa-Golden Times | m.t.     |
| 8  | Alejandro Marque | OFM-Quinta da Lixa-Golden Times | a 22s    |
| 9  | Ricardo Vilela   | Efapel-Glassdrive               | m.t.     |
| 10 | Edgar Pinto      | LA Alumínios-Antarte            | a 23s    |

### Etapa 3
21 Julho - Manique do Intendente a Carvoeira; 177.2 km
|    | Ciclista          | Equipa                          | Tempo    |
| -- | ----------------- | ------------------------------- | -------- |
| 1  | Eduard Prades     | OFM-Quinta da Lixa-Golden Times | 4h42m47s |
| 2  | Edgar Pinto       | LA Alumínios-Antarte            | a 1s     |
| 3  | Henrique Casimiro | Carmim-Prio                     | m.t.     |
| 4  | Délio Fernandez   | OFM-Quinta da Lixa-Golden Times | m.t.     |
| 5  | Joao Pereira      | Carmim-Prio                     | a 10s    |
| 6  | Kristian Haugaard | Leopard–Trek                    | m.t.     |
| 7  | António Santoro   | Ceramica Flaminia – Fondriest   | a 14s    |
| 8  | Hernâni Broco     | Efapel-Glassdrive               | m.t.     |
| 9  | Mikel Bizkarra    | Euskaltel-Euskadi               | m.t.     |
| 10 | Bruno Silva       | LA Alumínios-Antarte            | m.t.     |

|    | Ciclista          | Equipa                          | Tempo     |
| -- | ----------------- | ------------------------------- | --------- |
| 1  | Eduard Prades     | OFM-Quinta da Lixa-Golden Times | 12h47m12s |
| 2  | Edgar Pinto       | LA Alumínios-Antarte            | a 5s      |
| 3  | Henrique Casimiro | Carmim-Prio                     | a 7s      |
| 4  | Délio Fernandez   | OFM-Quinta da Lixa-Golden Times | a 11s     |
| 5  | Bruno Silva       | LA Alumínios-Antarte            | a 19s     |
| 6  | Joao Pereira      | Carmim-Prio                     | a 20s     |
| 7  | Kristian Haugaard | Leopard–Trek                    | m.t.      |
| 8  | Matteo Fedi       | Ceramica Flaminia – Fondriest   | a 24s     |
| 9  | António Santoro   | Ceramica Flaminia – Fondriest   | m.t.      |
| 10 | Hernani Broco     | Efapel-Glassdrive               | m.t.      |

## Lideres Classificações
| Etapa | Vencedor       | Classificação Geral · | Classificação Montanha · | Classificação Metas Volantes · | Classificação Pontos · | Classificação Juventudes · | Classificação Equipas         |
| ----- | -------------- | --------------------- | ------------------------ | ------------------------------ | ---------------------- | -------------------------- | ----------------------------- |
| 1     | Sérgio Ribeiro | Sérgio Ribeiro        | Bruno Silva              | Pit Schlechter                 | Sérgio Ribeiro         | Carlos Barbero             | Ceramica Flaminia – Fondriest |
| 2     | Jon Larrinaga  | Jon Larrinaga         | Bruno Silva              | Pit Schlechter                 | Carlos Barbero         | Kristian Haugaard          | Espanha Euskaltel-Euskadi     |
| 3     | Eduard Prades  | Eduard Prades         | Bruno Silva              | Bruno Silva                    | Edgar Pinto            | Kristian Haugaard          | Portugal LA Alumínios-Antarte |
| Final | Final          | Eduard Prades         | Bruno Silva              | Bruno Silva                    | Edgar Pinto            | Kristian Haugaard          | Portugal LA Alumínios-Antarte |

## Ligações Externas
«Sítio oficial»